# Justitieministeriet i Afghanistan
Afghanistans justitieministerium (dari: وزارت عدلیه افغانستان, pashto: د افغانستان د عدلیې وزارت) är ett statligt organ i Afghanistan som ansvarar för rättsliga och lagstiftande frågor. Ministeriet leds av en justitieminister som ingår i landets regering.
Justitieministeriet har som uppdrag att utarbeta och granska lagförslag och presidentdekret, öka allmänhetens kunskap i juridiska frågor, hantera ärenden relaterade till rättshjälp samt trycka och sprida rättsliga dokumen. År 1967 slogs justitieministeriet samman med riksåklagarmyndigheten. År 1977 tog justitieministeriet över chefsdomarens funktioner.

## Lista över ministrar
Källa: 

### Justitieministrar under Amir Amanullah Khan (1919-1926)
| Namn                            | Period    | Tillsatt av    | Anmärkningar          |
| ------------------------------- | --------- | -------------- | --------------------- |
| Mohammad Sarwar Khan "Barakzai" | 1882-1919 | Amanullah Khan | 1:e justitieministern |
| Sardar Hayatullah Khan          | 1919-1926 | Amanullah Khan |                       |

### Justitieministrar underMohammed Nadir Shah(1929-1933)
| Namn                | Period    | Tilsatt av          | Anmärkningar                |
| ------------------- | --------- | ------------------- | --------------------------- |
| Fazl Omar Mujadidi  | 1929-1933 | Mohammed Nadir Shah |                             |
| Fazl Ahmad Mujadidi | 1929-1933 | Mohammed Nadir Shah | Biträdande justitieminister |

### Justitieministrar underMohammed Zahir Shah(1933-1973)
| Namn                             | Period    | Tillsatt av                | Anmärkningar |
| -------------------------------- | --------- | -------------------------- | ------------ |
| Fazl Omar Mujadidi               | 1933-1946 | Mohammad Hashim Khan       |              |
| Ata Muhammad Hussein             | 1946-1958 | Shah Mahmud Khan           |              |
| Sayed Abdullah Khan              | 1958-1963 | Mohammed Daoud Khan        |              |
| Sayyid Shamsuddin Majrooh        | 1963-1965 | Mohammad Yusuf             |              |
| Abdul Hakim Tabibi[källa behövs] | 1965-1966 | Mohammad Hashim Maiwandwal |              |
| Mohammad Haider Khan             | 1966-1967 | Mohammad Hashim Maiwandwal |              |
| Mohammad Ihsan Tarakai           | 1967      | Mohammad Hashim Maiwandwal |              |
| Mohammad Asghar                  | 1967-1969 | Abdullah Yaqta             |              |
| Abdul Satar Sirat                | 1969-1971 | Mohammad Nur Ahmad Etemadi |              |
| Mohammad Anwar Arghandiwaal      | 1971-1973 | Mohammad Nur Ahmad Etemadi |              |

### Justitieministrar vidMohammed Daoud Khanspresidentpalats (1973-1978)
| Namn             | Period    | Tillsatt av         | Anmärkningar                    |
| ---------------- | --------- | ------------------- | ------------------------------- |
| Abdul Majid      | 1973-1977 | Mohammed Daoud Khan | Premiärministerposten avskaffad |
| Wafiullah Samiee | 1977-1978 | Mohammed Daoud Khan | Premiärministerposten avskaffad |

### Justitieministrar åren 1978-1992
| Namn                          | Period    | Tillsatt av          | Anmärkningar |
| ----------------------------- | --------- | -------------------- | ------------ |
| Abdul Hakim Sharaiee Jawzjani | 1978-1979 | Nur Muhammad Taraki  |              |
| Abdul Rashid Aryan            | 1979-1981 | Babrak Karmal        |              |
| Abdul Wahab Safi              | 1981-1983 | Sultan Ali Keshtmand |              |
| Muhammad Bashir Baghlani      | 1983-1990 | Mohammad Hasan Sharq |              |
| Ghulam Muhyiuddin             | 1990-1992 | Fazal Haq Khaliqyar  |              |

### Justitieministrar under denislamiska staten Afghanistan
| Namn               | Period    | Tillsatt av | Anmärkningar |
| ------------------ | --------- | ----------- | ------------ |
| Jalaluddin Haqqani | 1992-1996 | Mujahedin   |              |

### Justitieminister under talibanerna (1996-2001)
| Namn             | Period    | Tillsatt av | Anmärkningar |
| ---------------- | --------- | ----------- | --- |
| Nooruddin Turabi | 1996-2001 | Mullah Omar | - Abdul Razak, en av talibanernas handelsministrar, vittnade under sin utfrågning i den administrativa granskningsnämnden 2005 att Noorudin Turabi var talibanernas justitieminister. [2] |

### Justitieminister under övergångsperioden (2001-2004)
| Namn         | Period                        | Tillsatt av  | Anmärkningar |
| ------------ | ----------------------------- | ------------ | --- |
| Abbas Karimi | december 2001 - december 2004 | Hamid Karzai | - tillhörde den etniska gruppen uzbeker.[1] - Tillsatt under den afghanska interimsadministrationen och den afghanska övergångsadministrationen. [1] |

### Justitieministrar under den Islamiska republiken Afghanistan (2004-2021)
| Namn               | Period                       | Tillsatt av  | Anmärkningar |
| ------------------ | ---------------------------- | ------------ | --- |
| Sarwar danska      | december 2004 - januari 2010 | Hamid Karzai | - Före detta guvernör i Daykundi. - Det afghanska parlamentet gav inte förtroendevotum till Danishs omnominering 2010. |
| Habibullah Ghaleb  | januari 2010 – 20 mars 2014  | Hamid Karzai | - Före detta ordförande för nämnden för juridisk rådgivning åt Afghanistans president.                                 |
| Sayed Yousuf Halim | 2014-2015                    | Hamid Karzai | |
| Abdul Baseer Anwar | 2015–2021                    | Ashraf Ghani | |

### Justitieministrar för Islamiska emiratet Afghanistan (2021-)
| Namn                | Period           | Tillsatt av           | Anmärkningar |
| ------------------- | ---------------- | --------------------- | ------------ |
| Abdul Hakim Haqqani | 7 september 2021 | Hibatullah Akhundzada | - De facto   |